# Smut (film)
Pour les articles homonymes, voir Smut.
Smut est un film américain de David Wendell sorti en 1999.

## Fiche technique
- Réalisation : David Wendell
- Lieu de tournage : Los Angeles
- Producteur : Andrea Buchanon
- Production : Boy Meets Girl Productions
- Musique : Melvin Van Peebles
- Costumes : Carol Nathan
- Montage : David Rhoads
- Durée : 86 minutes
- Date de sortie : 1999

 Sauf indication contraire, les informations mentionnées dans cette section peuvent être confirmées par la base de données cinématographiques IMDb,  présente dans la section « Liens externes ».

## Distribution
- Dixie Evans
- Lee Holmes : Marty
- Mark Boone Junior
- Maxwell Caulfield
- Jenette Goldstein
- Meredith Scott Lynn
- Melvin Van Peebles